# Henri Magron
Henri Magron, né le 15 janvier 1845 à Caen et mort le 17 avril 1927 à Dives-sur-Mer, est un photographe français.

## Biographie

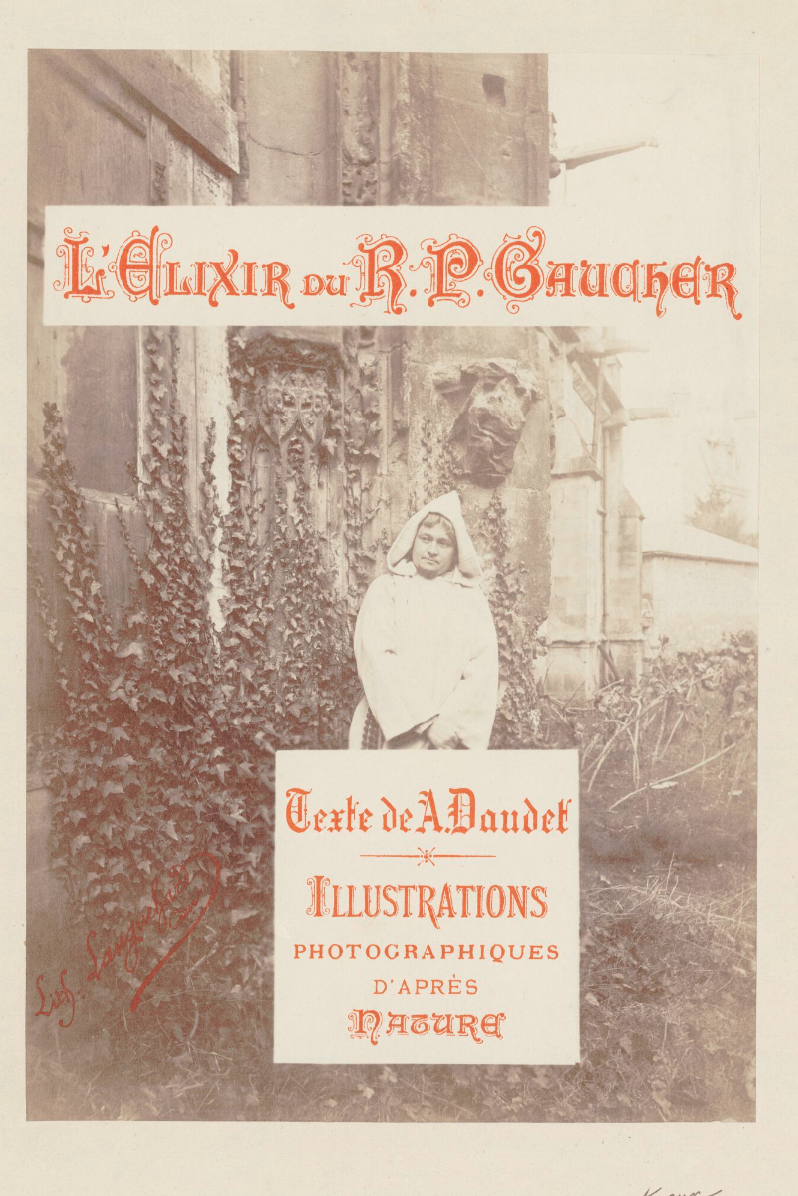
Couverture de l'édition originale illustrée de clichés, de L'Élixir du révérend père Gaucher (vers 1889-1890, bichromie), Bibliothèque nationale de France.

Issu d'une famille de commerçants normands, Henri Magron, juriste de formation, est l'inventeur en 1867, avec son cousin Charles Fayel-Deslongrais, d'un châssis-presse pour la photographie botanique. Le père de Henri, Jules Désiré (1815-1880), est membre de la Société des beaux-arts de Caen et s'intéresse très tôt à la photographie.
En 1872, il épouse Louise Georgine Séminel (1854-1938), dont deux enfants, Georges Auguste Joseph (1874-1905) et Henry Charles Joseph (1876-1953), qui fit partie des Forces françaises libres.
Les propres productions photographiques de Henri Magron courent de 1880 à 1905.
Vers 1889-1890, il illustre de reproductions « photographiques d'après nature » imposées directement dans (et non hors) le texte, L'Élixir du révérend père Gaucher d'Alphonse Daudet : cet ouvrage, imprimé à peu d'exemplaires d'abord à Caen sur les presses lithographiques de Languehard, puis, trois ans plus tard, à Paris sur les presses de Paul Dujardin, en héliogravure, édité par Charles Mendel (118 rue d'Assas, à Paris) : c'est l'un des premiers livres français publiés selon ce principe. Pour ce même éditeur, Magron illustre ensuite Mariage manqué de Jules Claretie et Le Maître de l'Œuvre de Gaston Lavalley.
Il travaille également à illustrer de clichés les ouvrages des Éditions A.-G. Lemâle & Cie (Le Havre), dont La Normandie monumentale et pittoresque (8 vol., 1893-1899), et Rose-Blanche, vieille histoire de Léon Berthaut (1898). Son édition illustrée pour L’Abbé Gerbold, archéologue de Henri Onfroy, publiée chez Émile-Paul Frères en 1903 reste l'un de ses derniers travaux de cette nature.
Mort à Dives-sur-Mer où il s'était retiré, la ville lui rend hommage en ouvrant en mars 2022 le Centre de ressources photographiques Henri Magron (CPHM).